# 上石見駅
上石見駅（かみいわみえき）は、鳥取県日野郡日南町中石見字寺ノ前にある西日本旅客鉄道（JR西日本）伯備線の駅である。伯備線の駅の中で最も標高が高いことから、「にちなん高原の駅」の愛称を持つ。
鳥取県で最南端、かつ伯備線において最も南にある米子支社管内の駅であり、隣の新郷駅からは岡山支社管轄に変わる（営業キロ上の境界は新郷駅）。但し、当駅に停車する列車及び、通過する特急については米子支社側の乗務員が新見駅まで運行を担当する。

## 歴史
- 1924年（大正13年）12月6日：鉄道省伯備北線（現・伯備線）生山駅 - 当駅間延伸時に終着駅として開設[1]。
- 1926年（大正15年）12月1日：伯備北線当駅 - 足立駅間延伸、途中駅となる。
- 1928年（昭和3年）
  - 10月25日：伯備北線が伯備線の一部となり当駅もその所属となるが、同日より当駅から足立駅方面の列車運行が休止。
  - 11月25日：当駅以南の運行再開。
- 1970年（昭和45年）12月1日：貨物取扱廃止[1]。
- 1971年（昭和46年）2月1日：荷物扱い廃止[2]、無人駅化[3]（但し、3月10日まではスキー客対応のため駅員配置[4]）。同時に跨線橋新設[4]。その後、簡易委託駅化[4]。
- 1987年（昭和62年）4月1日：国鉄分割民営化に伴い、JR西日本の駅となる[1]。
- 2017年（平成29年）4月：簡易委託解除、完全無人駅化。
- 2018年（平成30年）
  - 7月5日：豪雨に伴い当駅を含む区間で運転を見合わせ[5]。
  - 7月9日：米子方面への運転を再開[6]。
  - 8月1日：岡山方面への運転を再開[7][8][9]。

## 駅構造

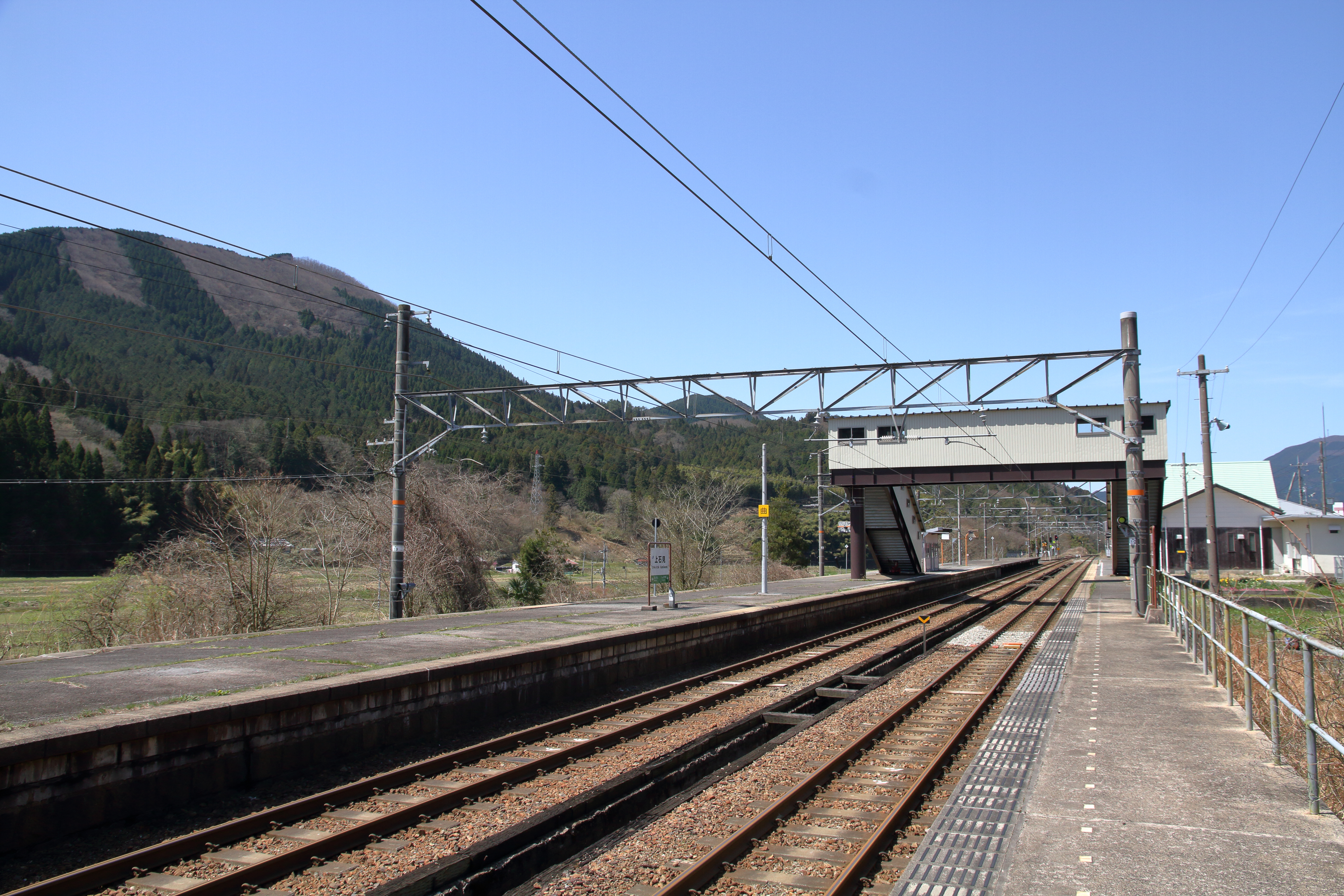
構内（2024年4月）

単式・島式ホーム複合型2面3線を有する列車交換・待避可能な地上駅。駅舎はレストランと一体化している。2017年3月までは窓口で乗車券を発券する簡易委託駅となっていた。その駅舎は単式1番のりば側にあり、島式2・3番のりばへは跨線橋で連絡している。米子駅管理の無人駅。

### のりば
| のりば | 路線   | 方向 | 行先           | 備考         |
| ------ | ------ | ---- | -------------- | ------------ |
| 1      | 伯備線 | 上り | 新見・岡山方面 |              |
| 2      | 伯備線 | 下り | 米子方面       |              |
| 3      | 伯備線 | 上り | 新見・岡山方面 | 一部列車のみ |

付記事項
- 上り本線は1番のりば、下り本線は2番のりば。3番のりばは両方向の入線・発車に対応した上下副本線である。2015年11月20日現在[10]は新見・岡山方面行で特急通過待ちを行う列車が使用する。
- 2018年7月の集中豪雨に伴い米子方面からの電車は折返し運転を行っていたが、8月1日から折返し運転を廃止した。

## 利用状況
| 1日乗降人員推移 | 1日乗降人員推移 |
| 年度            | 1日平均人数     |
| --------------- | --------------- |
| 2012年          | 23              |
| 2013年          | 22              |
| 2014年          | 14              |
| 2015年          | 24              |
| 2016年          | 24              |
| 2017年          | 19              |
| 2018年          | 22              |
| 2019年          | 14              |
| 2021年          | 10              |

## 駅周辺
- 上石見郵便局
- 鳥取県道8号新見日南線
- 鳥取県道211号猪子原上石見停車場線

## 隣の駅
西日本旅客鉄道（JR西日本）
 伯備線
新郷駅 - 上石見駅 - （下石見信号場） - 生山駅